# Probespiel
Ein Probespiel ist das Vorspiel bei einem Orchester oder einem anderen Musikensemble, das stattfindet, wenn eine Stelle neu zu besetzen ist. Ist eine Orchesterstelle frei, so wird sie ausgeschrieben und interessierte Musiker können sich bewerben. Es liegt im Ermessen des Orchesters, welche und wie viele Bewerber eingeladen werden. 
Ein Probespiel läuft üblicherweise in mehreren Runden ab, in denen die Musiker neben Konzerten oder anderen Solostücken hauptsächlich bestimmte, für das jeweilige Instrument besonders schwierige Stellen aus wichtigen Orchesterwerken vorspielen müssen (sogenannte Probespielstellen). Eine Jury aus Orchestermitgliedern und dem Dirigenten entscheidet, welche Kandidaten in die jeweils nächste Runde aufsteigen. Oft finden die ersten Runden hinter einem Vorhang oder Paravent statt (Blindvorspiel), um die Neutralität der Juryentscheidungen zu gewährleisten, aber bei den letzten Runden, in denen es um den genauen künstlerischen Vergleich der verbliebenen Handvoll Kandidaten geht, spielt auch die Gesamterscheinung des Künstlers eine wichtige Rolle.
Wenn die Juroren der Meinung sind, kein Bewerber habe das erwünschte Niveau, können sie das Probespiel abbrechen, ohne die Stelle zu vergeben. In diesem Fall wird die Position nach einiger Zeit erneut ausgeschrieben und ein weiteres Probespiel abgehalten. Die Praxis, den Bewerbern die Fahrtkosten zum Probespiel zu erstatten, wird unter Angabe von Kosteneinsparungsgründen nicht mehr von allen Orchestern praktiziert.
Berühmte und von Musikern gefürchtete Probespielstellen sind zum Beispiel das Vogel-Thema aus Peter und der Wolf auf der Querflöte, die hohen Trompeten-Soli aus der Alpensinfonie, das Violinsolo aus Schwanensee oder die Ouvertüre von Bedřich Smetanas Oper Die verkaufte Braut (alle Instrumente).